# Liolaemus fitzgeraldi
Espèce
Statut de conservation UICN

 LC  : Préoccupation mineure
Liolaemus fitzgeraldi est une espèce de sauriens de la famille des Liolaemidae.

## Répartition
Cette espèce se rencontre au Chili et en Argentine.

## Étymologie
Cette espèce est nommée en l'honneur d'Edward Arthur Fitzgerald (1871-1930).

## Publication originale
- Boulenger, 1899 : Reptilia and Amphibia in Fitzgerald, 1899 : The highest Andes p. 1-389 (texte intégral).